# Église Saint-Pierre de Vienne-en-Bessin
L'église Saint-Pierre de Vienne-en-Bessin, aussi dénommée église paroissiale Saint-Pierre et Saint-Gorgon de Vienne-en-Bessin, est une église catholique située à Vienne-en-Bessin, en France.

## Localisation
L'église est située dans le département français du Calvados, sur la commune de Vienne-en-Bessin. Elle est entourée d'un cimetière dans lequel Arcisse de Caumont signale des tombeaux du XVIe et du XVIIe siècles.

## Historique
L'église est construite à partir du XIe.
Le duc Guillaume donne l’édifice à l’abbaye Saint-Pierre de Préaux .
La tour est considérée comme typique du  XIe - XIIe par Arcisse de Caumont. Le même date le chœur du XIIIe ou du XIVe.
Les fenêtres sont agrandies au XVIIIe siècle, qui voit également reconstruire le chœur ; une chapelle est ajoutée au côté sud, ainsi que la sacristie. Des voûtes sont installées dans le chœur. Les murs latéraux sont aussi largement repris. Arcisse de Caumont décrit l'arcade séparant nef et choeur ainsi que la séparation entre nef et tour, éléments qui seront restaurés au cours du XIXe.
Des restaurations importantes ont lieu au XIXe sur le décor roman de l’arc triomphal et un portail.
L'église est classée au titre des monuments historiques le 27 décembre 1974.

## Description
La nef datée du XIe est romane possède un appareillage en opus spicatum. Ses murs sont en calcaire. L’édifice conserve en outre de très beaux modillons. La corniche sud de l'édifice a conservé tous ses modillons grimaçants et est pourvue de billettes,, contrairement au mur nord.
Le mur méridional conserve un portail roman orné de motifs géométriques. Les deux archivoltes comportent de zigzags et des frettes. Un porche protégeait le portail.
Dans le chœur seul le chevet est ancien. De beaux chapiteaux sont signalés par Arcisse de Caumont. La nef est dépourvue de voûtes, un lambris du XVIIe cache la charpente. 
La tour du clocher-porche s’élève à l'ouest et sur quatre niveaux dont trois simples. L'étage le plus élevé comporte des ouvertures et le sommet en est couronné par une pyramide.
L'édifice possède un beau mobilier dont certaines œuvres sont classées à titre d'objets.

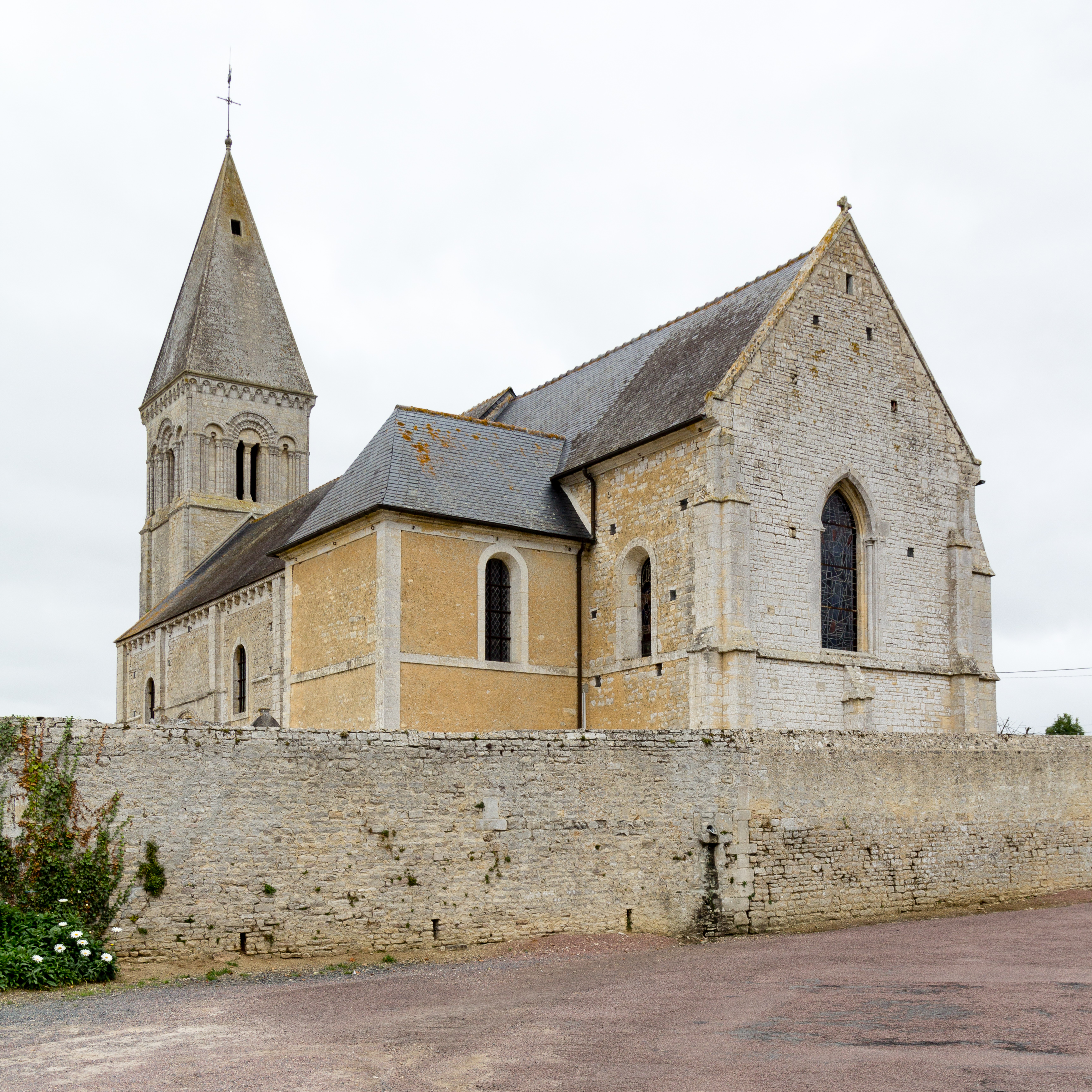
Vue générale.
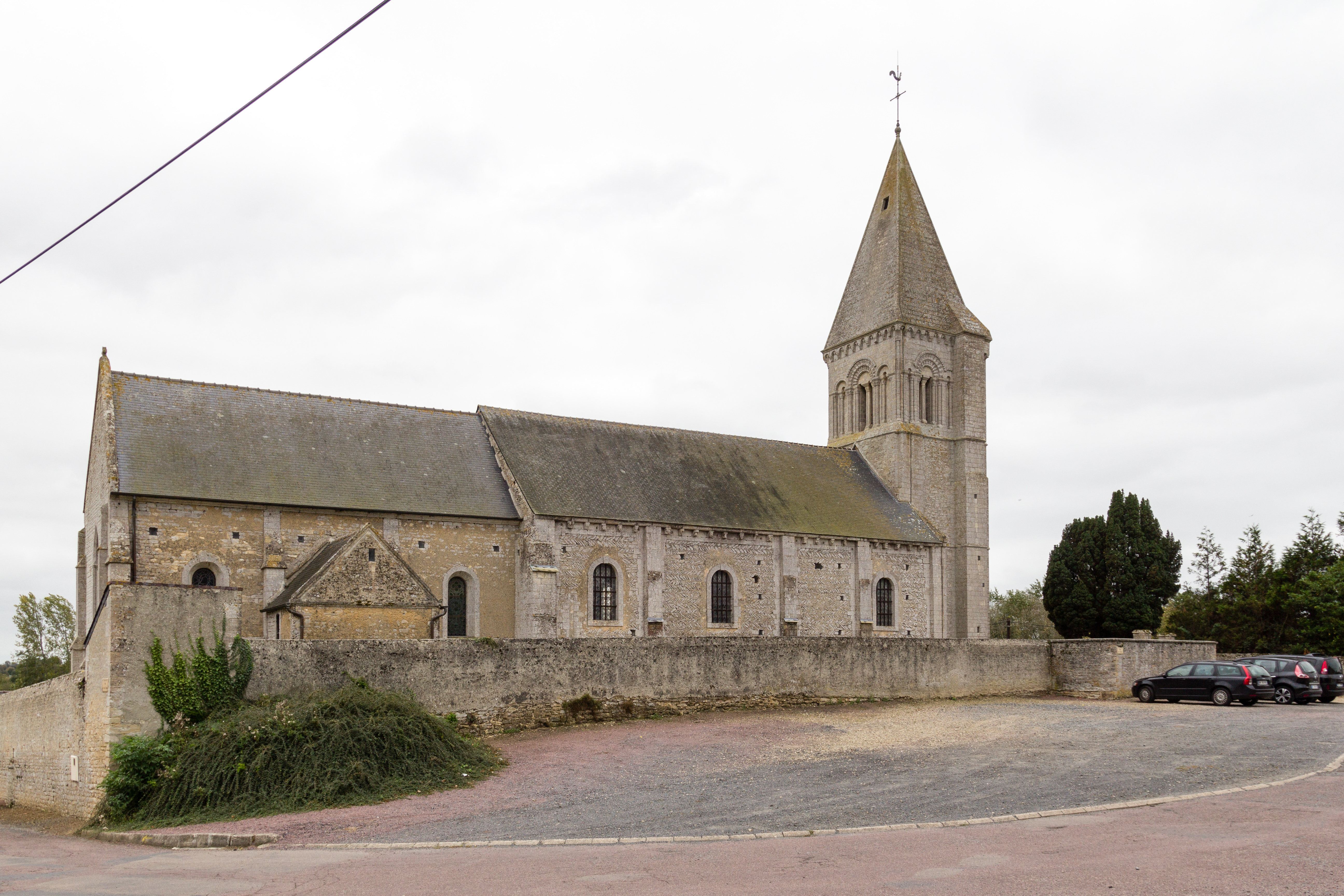
Autre vue générale.
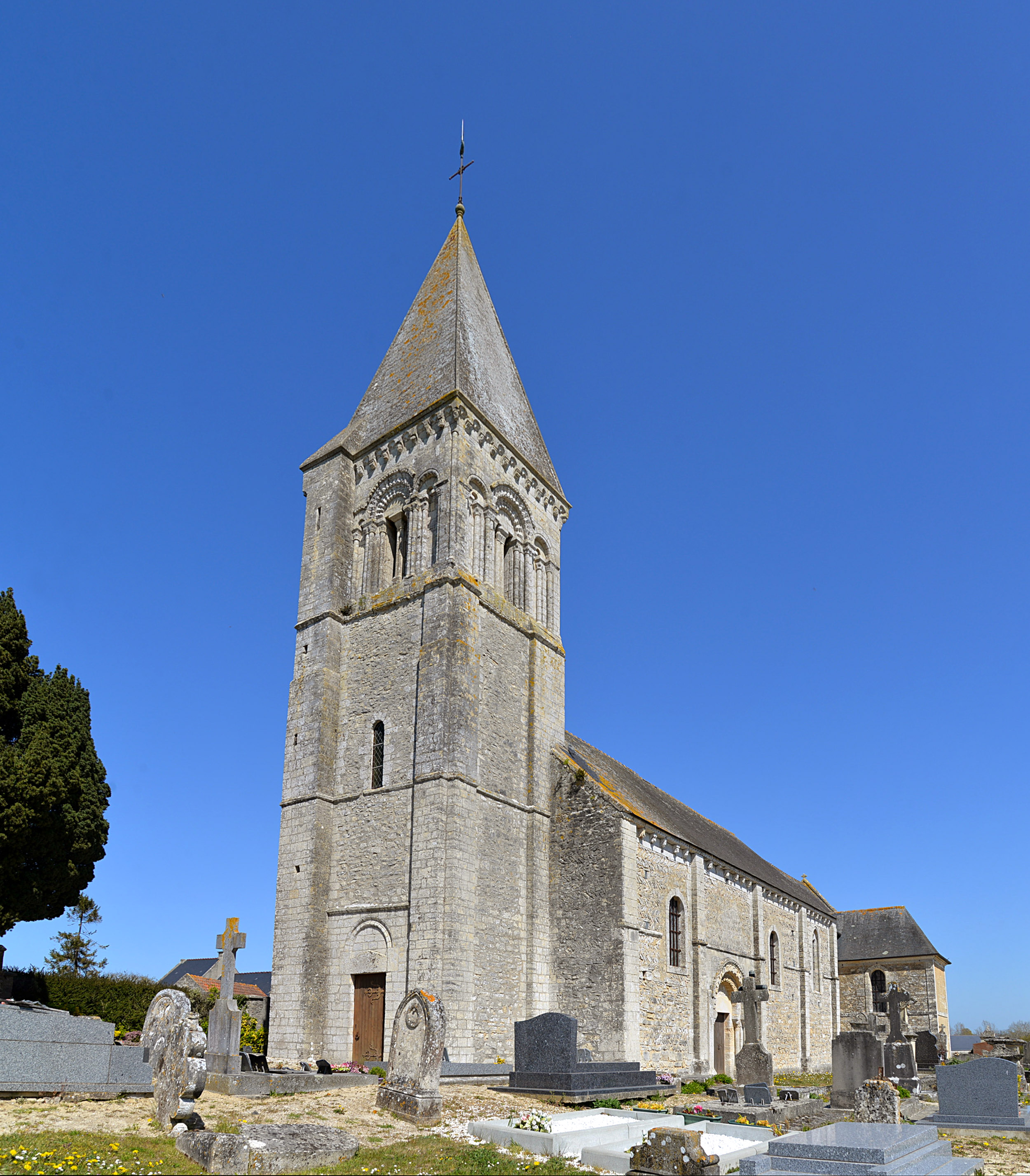
Vue de l'église.
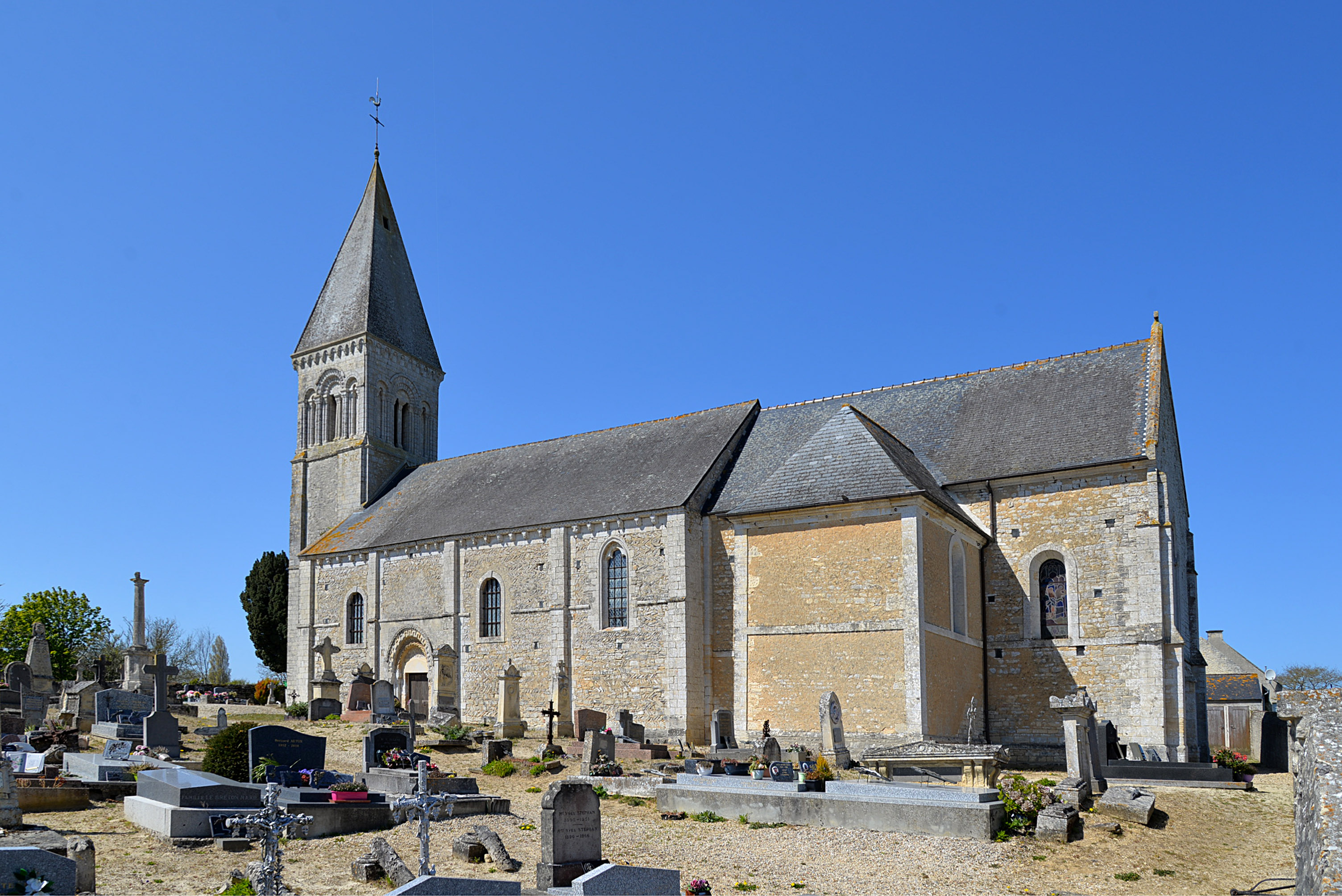
Vue de l'église.
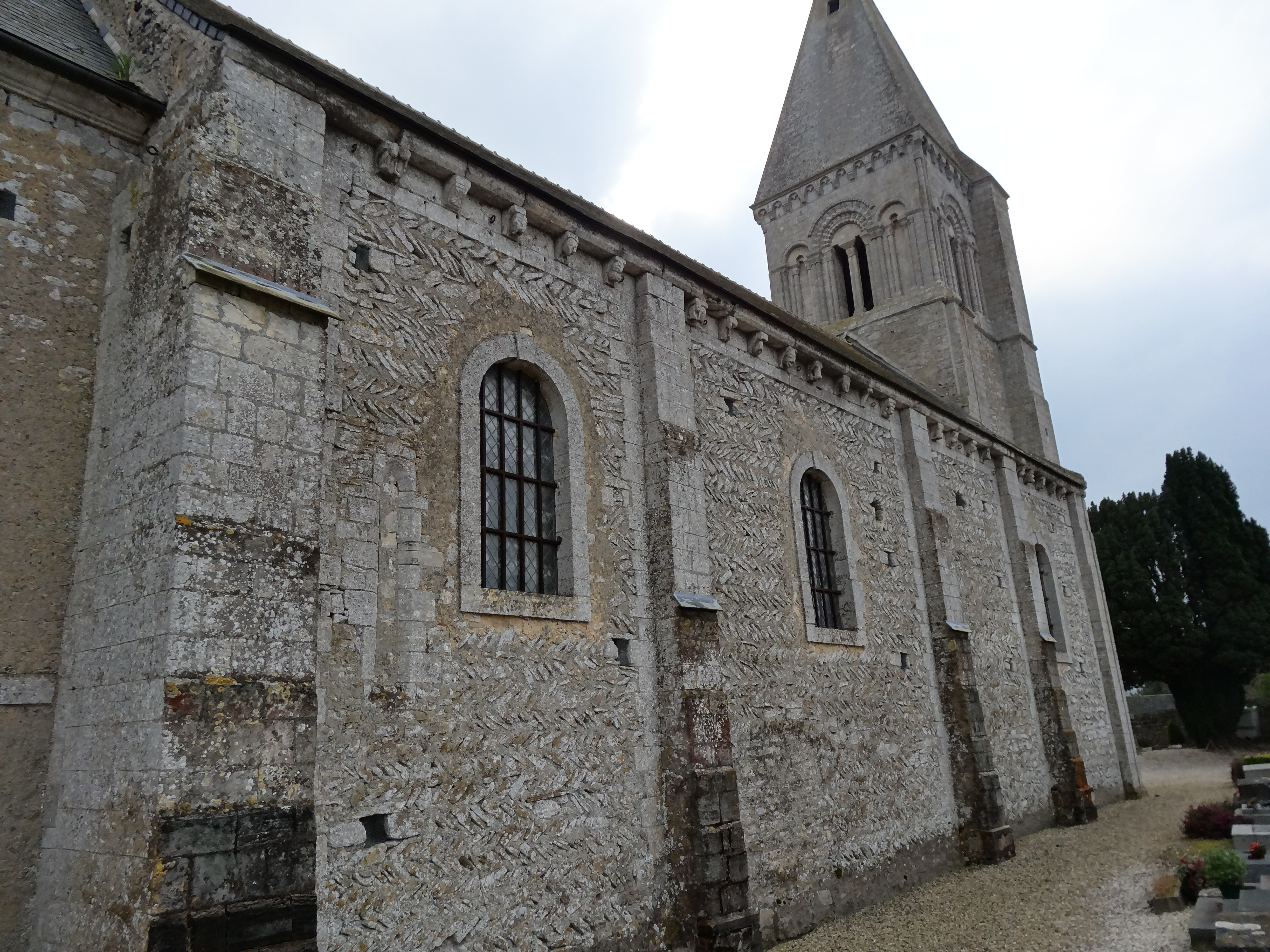
Façade nord de l'édifice.
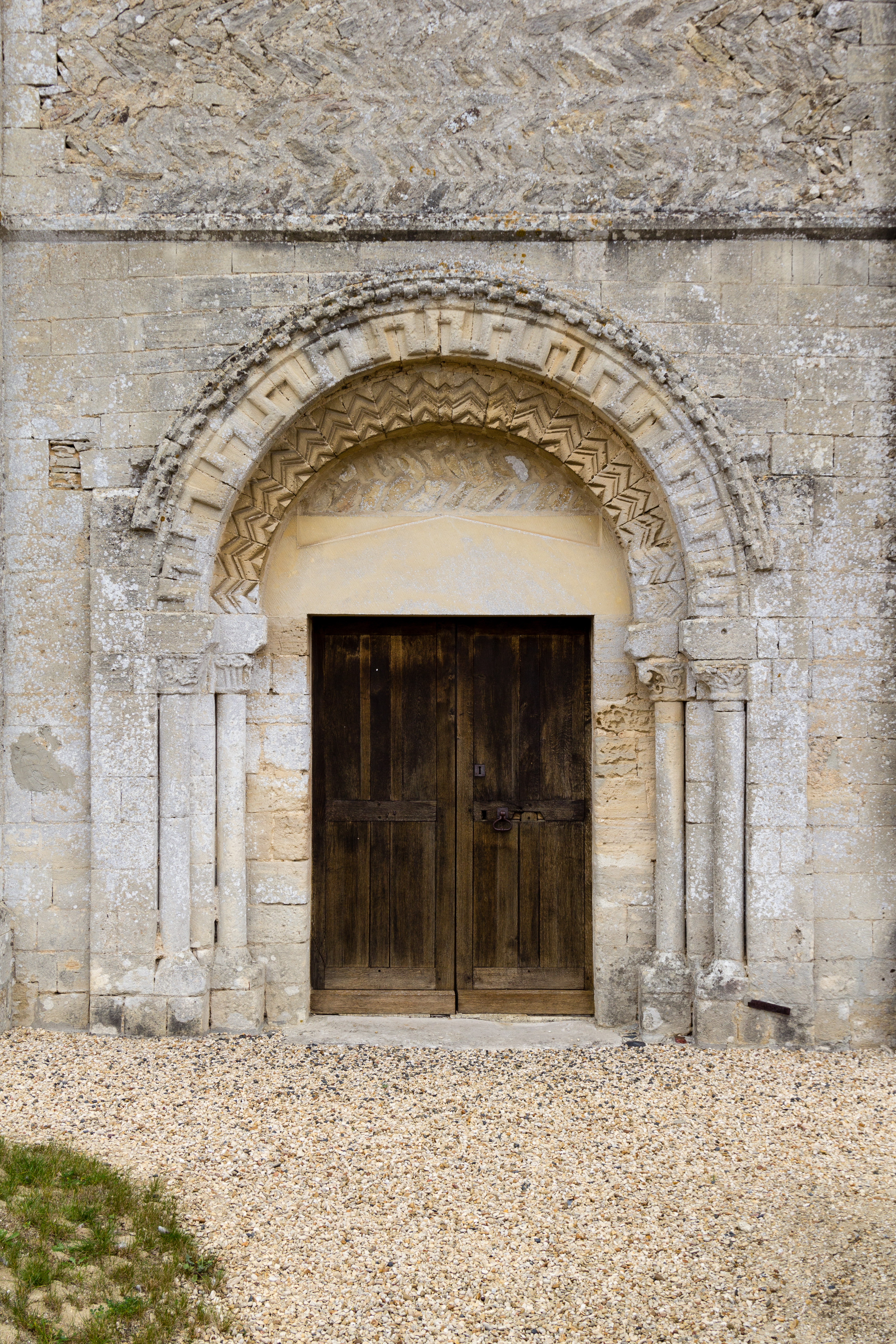
Portail sud de l'église.
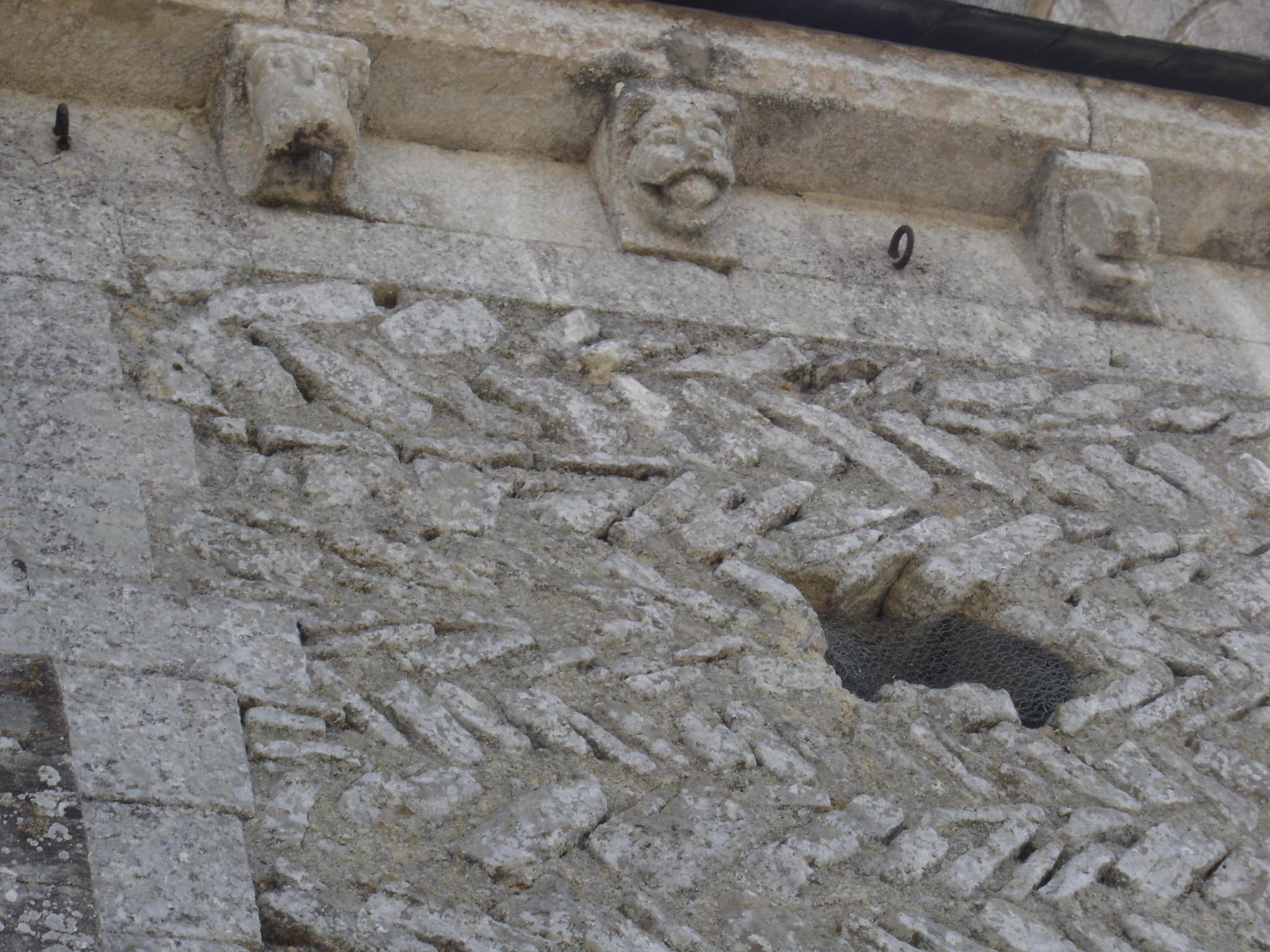
Modillons et appareil en arête-de-poisson dans les murs.
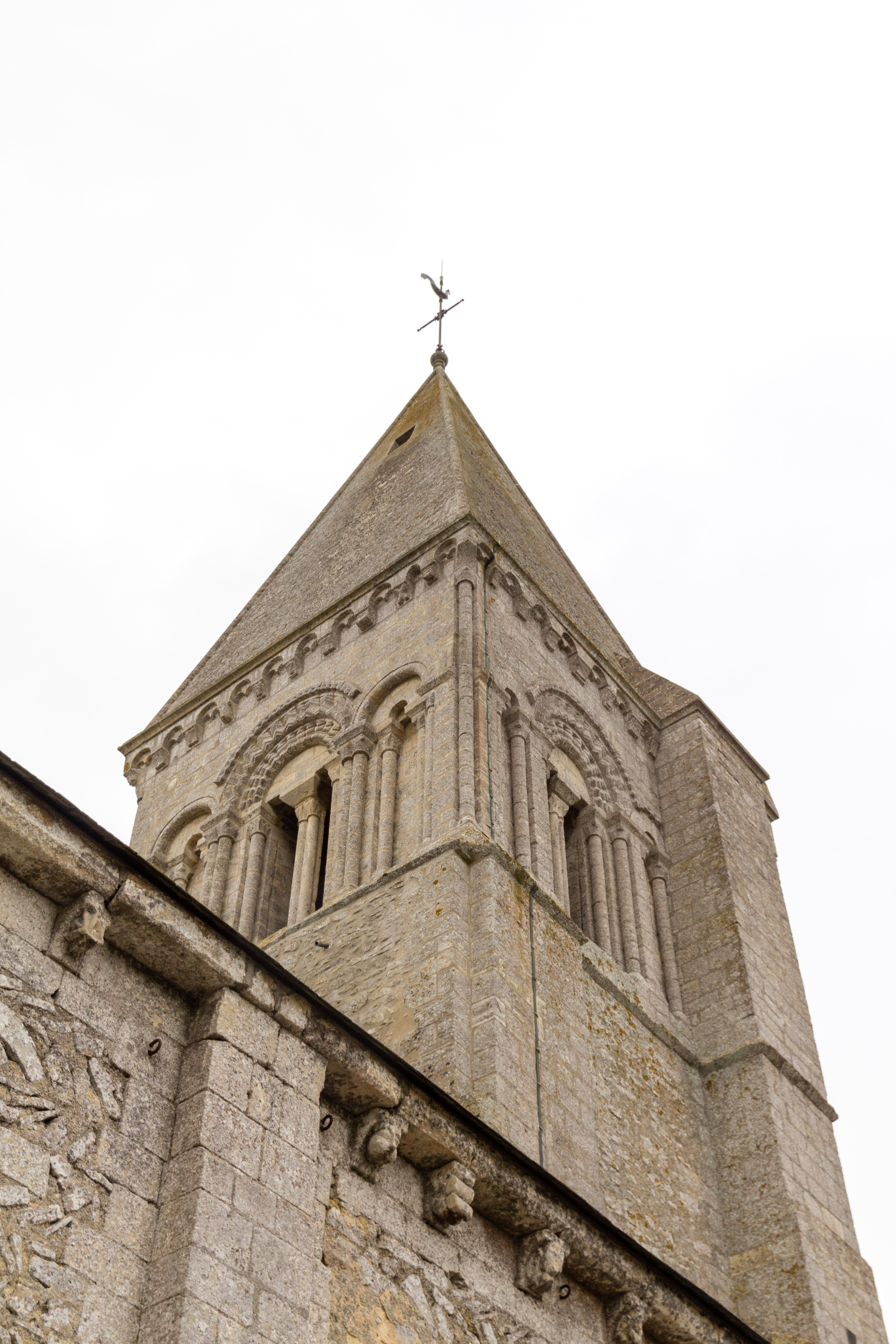
Clocher.
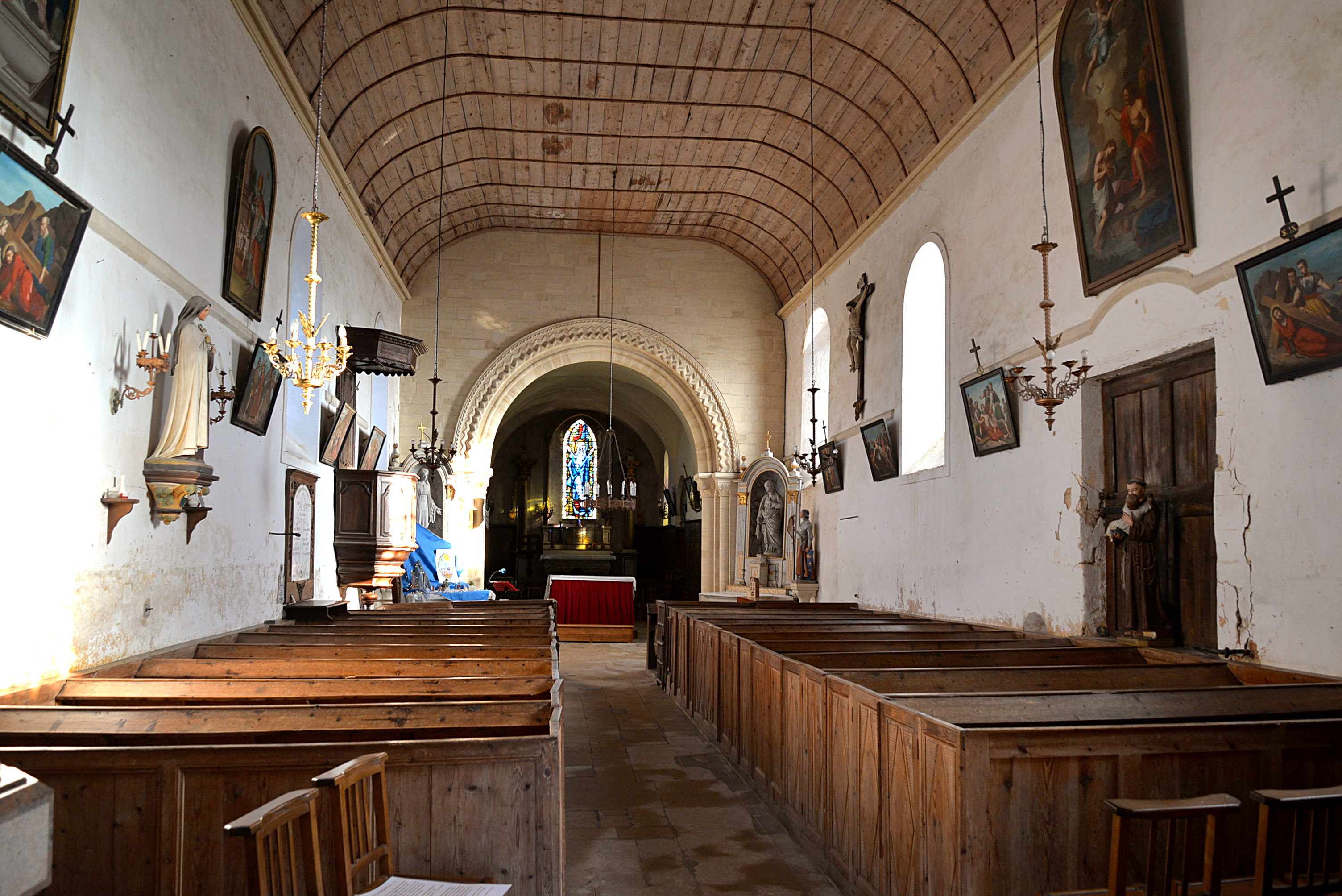
La nef de l'église.
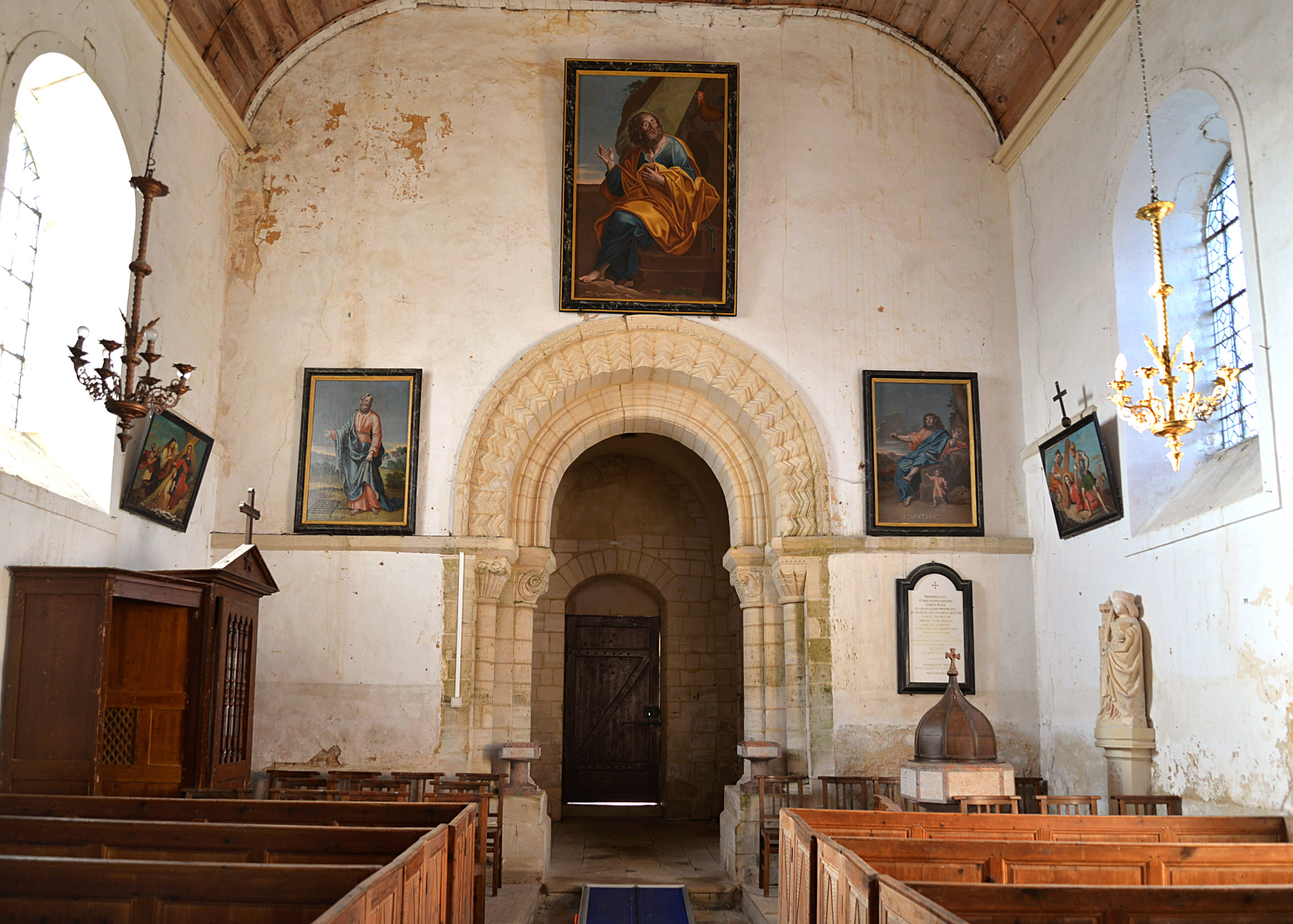
Portail roman à l'entrée de la nef.